# Fíjate bien (canción)
«Fíjate bien» es una canción escrita e interpretada por el cantautor colombiano Juanes. La canción es su primer sencillo y el título de su álbum debut Fíjate bien.
Esta canción ganó un Grammy Latino por mejor canción rock en los Premios Grammy Latino de 2001.

## Lista de canciones
1. "Fíjate bien" - 4:54 (Juan Esteban Aristizabal)

- Datos: Q3726707